# Epitonium austrocaledonicum
Epitonium austrocaledonicum is een slakkensoort uit de familie van de Epitoniidae. De wetenschappelijke naam van de soort is voor het eerst geldig gepubliceerd in 1859 door Montrouzier.